# Kerivoula eriophora
Kerivoula eriophora is een zoogdier uit de familie van de gladneuzen (Vespertilionidae). De wetenschappelijke naam van de soort werd voor het eerst geldig gepubliceerd door Theodor von Heuglin in 1877.

## Voorkomen
De soort komt voor in Ethiopië.